# 関東八屋形
関東八屋形（かんとうはちやかた）は、室町時代、関東地方において屋形号を称する事が許された有力な大名をいう。

## 概要
宇都宮氏、小田氏、小山氏、佐竹氏、千葉氏、長沼氏、那須氏、結城氏の八家を指す。いずれも旧来の名族であり、応永6年（1399年）、鎌倉公方足利満兼が就任するに際し、時の関東管領上杉朝宗の提案によって定められたとされる（『 足利治乱記』）。これら八家は鎌倉公方を支える家々としてそれぞれの国の守護を出す家柄として定められ、守護でなくとも守護不入が認められるなど自家の領土内における強力な支配権を行使することが出来た。後には関東八屋形の支配権は鎌倉公方の介入も容易には許さないほどにもなった。
戦国時代に入ると小田原の後北条氏が勢力を拡大させ、これらの諸氏による支配体制は崩壊することになった。各家の出自は以下の通り。
宇都宮氏
藤原北家道兼流・藤原宗円あるいはその孫藤原朝綱を祖とする。下毛野氏あるいは中原氏の流れを汲むと言われる。
小田氏
宇都宮氏の傍流で、八田知家を祖とする。
小山氏
藤原北家魚名流・藤原秀郷の後裔を称する。
佐竹氏
清和源氏義光流・源昌義を祖とすると言われる。
千葉氏
桓武平氏良文流・平常兼もしくはその子である常重が祖とされる。
長沼氏
小山氏の傍流で、小山政光の次男である宗政を祖とする。
那須氏
藤原北家長家流・藤原資家を祖とする。
結城氏
小山氏の傍流で、小山政光の三男である朝光を祖とする。
なお、異説として長沼氏に代えて大掾氏（桓武平氏国香流・平維幹を祖とする）を入れる説がある。これは必ずしも長沼氏が誤りとする訳ではなく、15世紀中期の享徳の乱で鎌倉公方（古河公方）と敵対した長沼氏嫡流が断絶したと推定されるため、長沼氏の闕を補うために大掾氏が加えられた可能性を示すと考えられている。